# Herz-Jesu-Kirche (Ludwigshafen)

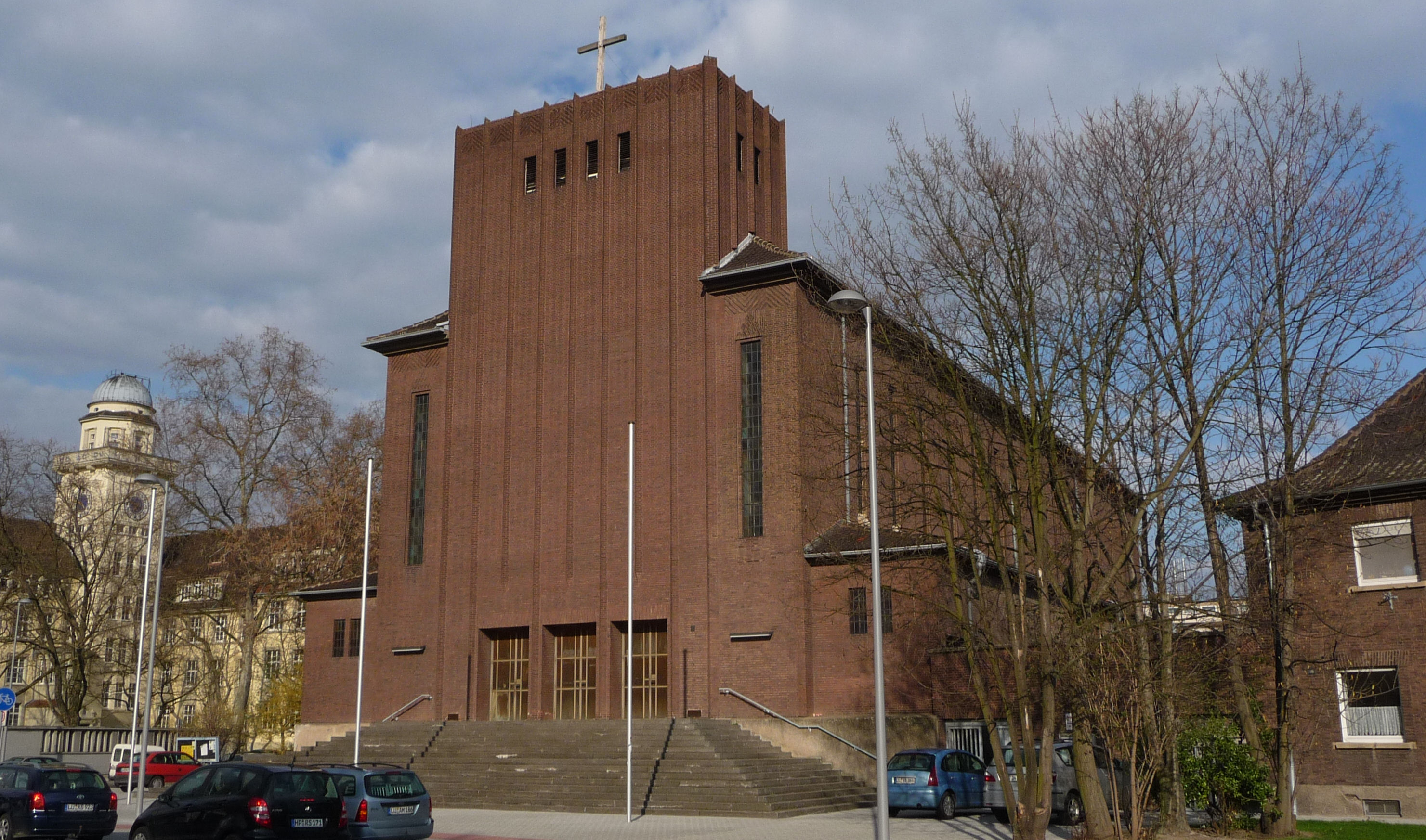
Herz-Jesu-Kirche, Ansicht von Südwesten

Die Herz-Jesu-Kirche ist eine katholische Kirche im Ludwigshafener Stadtteil Süd. Sie wurde zwischen 1926 und 1929 nach den Plänen von Albert Boßlet im expressionistischen Stil erbaut.

## Geschichte
Das Gebiet der Pfarrei Herz Jesu war noch bis 1880 unbebaut. Erst nach dem Bau der Rheinbrücke siedelten sich hier Industriebetriebe an und dehnte sich die Wohnbebauung der Stadt entsprechend aus. Bereits 1902 beschlossen die St.-Sebastian-Gemeinde im Süden und die St.-Ludwig-Gemeinde im Norden hier einen Bauplatz für eine weitere Kirche zu kaufen. Noch bevor man mit dem Bau begann, wurde das Gebiet 1921 von St. Ludwig abgetrennt und im Jahr darauf der erste eigene Pfarrer ernannt.
Schließlich wurde der Bau mit der St. Marienkirche und der St.-Josef-Kirche (Friesenheim) im sogenannten Drei-Kirchen-Wettbewerb ausgeschrieben. In Süd setzte sich der Architekt Albert Boßlet gegen Hans Herkommer durch, die Bauleitung übernahm Boßlets Mitarbeiter Karl Lochner. Der erste Spatenstich geschah 1926. Für die Betonarbeiten war das Unternehmen Joseph Hoffmann & Söhne verantwortlich. Im Herbst 1928 besichtigte Eugenio Pacelli, der spätere Papst Pius XII., die Baustelle, als er Ludwigshafen besuchte. Am 21. April 1929 wurde die Herz-Jesu-Kirche von Bischof Ludwig Sebastian konsekriert.
Im Zweiten Weltkrieg wurde die Kirche 1943 und 1945 beschädigt. Der Wiederaufbau fand im Jahr 1952 statt. 1979 wurde die Kirche umgestaltet. Die Pfarrgemeinde Herz Jesu bildet heute mit St. Ludwig und Hl. Geist eine Pfarreiengemeinschaft.

## Beschreibung

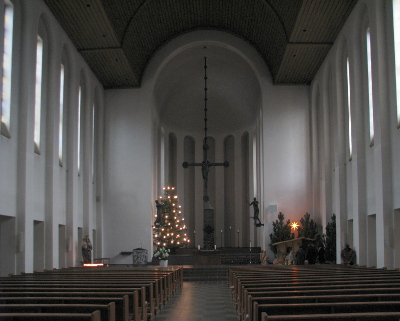
Innenraum

Die Herz-Jesu-Kirche ist eine dreischiffige Basilika. Die Front wird von einem 25 Meter hohen Turmblock dominiert. Markant sind die Verkleidung mit dunkelroten Ziegeln und die Schlitzfenster. Der ursprünglich geplante Chorflankenturm wurde nicht realisiert.
Während der Bau außen deutlich expressionistischen Einflüssen unterliegt, ist das Innere traditioneller gehalten. Das hohe Mittelschiff ist mit einer torkretierten Tonne überwölbt. Dazu im Gegensatz stehen die relativ niedrigen Seitenschiffe. Der Chorraum wurde von Klaus Ringwald gestaltet.

## Orgel
Die Orgel geht zurück auf ein Instrument, das 1932 von der Orgelbauwerkstatt Klais (Bonn) erbaut worden war. Das Instrument hatte 44 Register auf drei Manualen und Pedal und ohne Gehäuse als Offene Orgel ohne Prospektpfeifen entworfen worden. Während des Zweiten Weltkrieges war die Orgel ausgelagert und wurde 1945 modifiziert in der St.-Laurentius-Kirche (Schifferstadt) wiederaufgebaut. 1963 wurde die Orgel wieder in der Herz-Jesu-Kirche aufgestellt und angepasst an den Kirchenraum umintoniert. 1978–1981 wurde das Instrument instand gesetzt. Der neue Spieltisch umfasst auch ein weiteres Manual (I) für ein Oberwerk, das bereits 1932 angedacht war, jedoch auch 1981 aus Kostengründen nicht erbaut wurde. Das Instrument ist für 59 Register auf fünf Werken disponiert, realisiert sind derzeit aber nur 44 Register auf vier Werken (drei Manuale und Pedal). Die Trakturen sind elektrisch.
| (I Oberwerk) C–a3 |         |   |
| Prästant          | 8′      | v |
| Gedackt           | 8′      | v |
| Salicional        | 8′      | v |
| Quintade          | 8′      | v |
| Principal         | 4′      | v |
| Koppelflöte       | 4′      | v |
| Nasard            | 2 ⁄3′ 0 | v |
| Octave            | 2′      | v |
| Tierce            | 1 3⁄5′  | v |
| Scharff V         |         | v |
| Dulcian           | 16′     | v |
| Cromorne          | 8′      | v |
| Regal             | 8′      | v |
| Tremulant         |         | v |

| II Hauptwerk C–a3 |       |
| Bordun            | 16′   |
| Principal         | 8′    |
| Hohlflöte         | 8′    |
| Gedacktpommer 0   | 8′    |
| Gamba             | 8′    |
| Prästant          | 4′    |
| Rohrflöte         | 4′    |
| Quinte            | 2 ⁄3′ |
| Mixtur IV-VI      |       |
| Bombarde          | 16′   |
| Trompete          | 8′    |
| Clairon           | 4′    |

| III Positiv C–a3 |        |
| Diapason         | 8′     |
| Rohrflöte        | 8′     |
| Spitzflöte       | 8′     |
| Blockflöte       | 4′     |
| Gemshorn         | 2′     |
| Terz             | 1 3⁄5′ |
| Larigot          | 1 ⁄3′  |
| Cymbel III-IV 0  |        |
| Krummhorn        | 8′     |
| Tremulant        |        |

| IV Schwellwerk C–a3    |     |
| Rohrquintade           | 16′ |
| Geigenprincipal        | 8′  |
| Gemshorn               | 8′  |
| Fernflöte              | 8′  |
| Flötenschwebung        | 8′  |
| Octave                 | 4′  |
| Querflöte              | 4′  |
| Waldflöte              | 2′  |
| Progressio III-V       |     |
| Basson                 | 16′ |
| Trompette harmonique 0 | 8′  |

| Pedalwerk C–f1      |         |   |
| Untersatz           | 32′     | v |
| Prinzibalbass       | 16′     |   |
| Subbass             | 16′     |   |
| Gedacktbass         | 16′     |   |
| Quintbass           | 10 2⁄3′ |   |
| Octavbass           | 8′      |   |
| Gemshorn            | 8′      |   |
| Choralbass          | 4′      |   |
| Hintersatz III-IV 0 |         |   |
| Bombarde            | 32′     | v |
| Posaune             | 16′     |   |
| Basson              | 16′     |   |
| Basstrompete        | 8′      |   |
| Cornett             | 4′      |   |

- Koppeln:
  - Normalkoppeln: III/I, IV/I, I/II, III/II, IV/II, IV/III, I/P, II/P, III/P, IV/P
  - Superoktavkoppeln: IV/II, IV/III, IV/IV, IV/P
  - Suboctavkoppeln: III/II, IV/II, IV/III, IV/IV
- Anmerkung

v = vakantes Register

## Geläut
Das Geläut besteht aus vier Glocken.